# Miguel R. Dávila

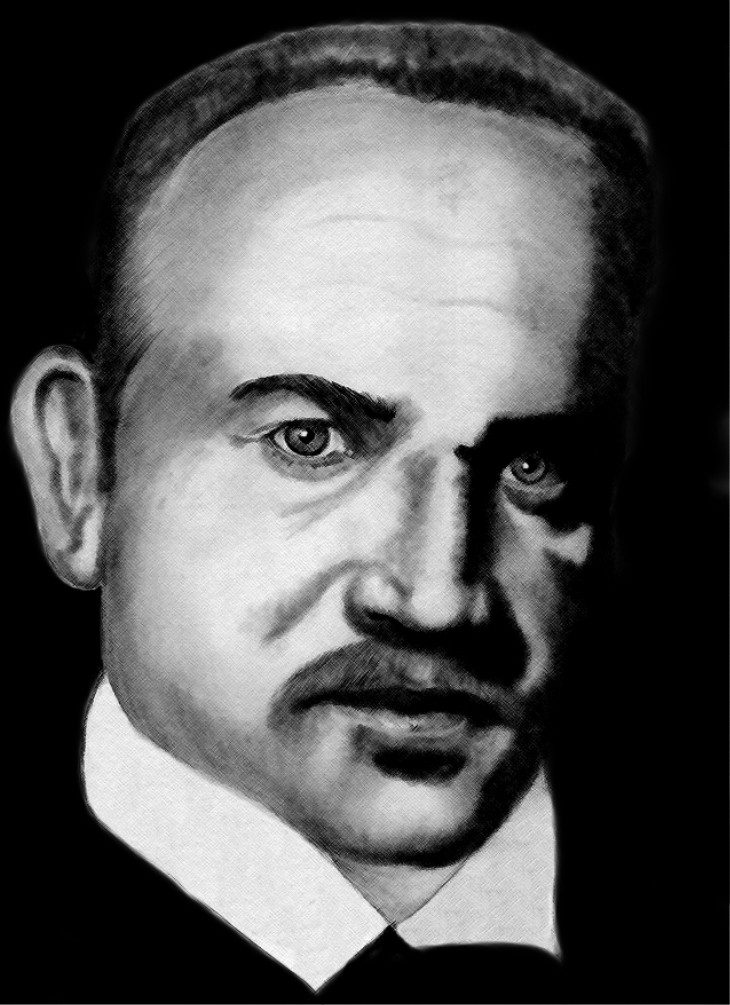
Miguel Rafael Dávila Cuellar

O General Miguel Rafael Dávila Cuellar (19 de setembro de 1856 - 11 de outubro de 1927) foi Presidente das Honduras entre 18 de abril de 1907 e 28 de março de 1911. Ocupou vários cargos no governo de Policarpo Bonilla, incluindo Ministro das Finanças de Honduras. Foi vice-presidente do gabinete de Manuel Bonilla de 1903 a 1907.
Ele morreu em Honduras no dia 11 de outubro de 1927.